# Урульга (приток Ингоды)
Урульга́ (эвенк. Уюрга) — река в Забайкальском крае России, левый приток Ингоды. 

## Описание
Длина реки — 47 км. Площадь водосбора — 1000 км². Берёт начало на Даурском хребте. Близ устья находится село Урульга. Минеральный источник.

## Этимология
Урульга — переиначенное на русский лад эвенкийское название Уюрга, что в переводе означает «чистая вода».

## Река в истории
Русским первопоселенцем на реке Урульге (в документах тех времён Уюрге) был сын боярский Никифор Сенотрусов, достигший крупных успехов в хлебопашестве. В 1680—1682 он собрал урожай 450 пудов ржи с посеянных 20, пшеницы — по 11 пудов с пуда, ячменя и овса — по 12, гороха — 10, гречихи — 30, конопли — 11 пудов с пуда.

## Притоки
- Араца
- Зинкуй